# Beaufort (Isère)
Beaufort é uma comuna francesa na região administrativa de Auvérnia-Ródano-Alpes, no departamento de Isère. Estende-se por uma área de 8,69 km². Em 2010 a comuna tinha 572 habitantes (densidade: 65,8 hab./km²).